# Ludwig Borngässer
Ludwig Borngässer (* 5. April 1907 in Darmstadt; † 17. April 1994 in Berlin) war ein deutscher Mathematiker und Bibliothekar.

## Leben
Ludwig Georg Borngässer wurde 1907 als Sohn des Musikpädagogen und Kirchenmusikers Wilhelm Borngässer (1879–1963) und dessen Ehefrau Elisabeth Stöppler in Darmstadt geboren. Er besuchte das Ludwig-Georgs-Gymnasium und studierte anschließend Mathematik an der TH Darmstadt. Er promovierte 1933 bei Jakob Horn und Alwin Walther zum Dr.-Ing. Der Titel seiner Dissertationsschrift lautete „Über hypergeometrische Funktionen zweier Veränderlichen“.
Bereits 1932 hatte er eine Bibliotheksausbildung bei der Hessischen Landes- und Hochschulbibliothek in Darmstadt begonnen. Im August 1937 erhielt der Studienassessor eine feste Anstellung als Bibliothekar. Nach dem Zweiten Weltkrieg unterstützte Borngässer den 1946 nach Darmstadt gekommenen Hans Rasp beim Aufbau der Hessischen Landesbibliothek, die im Juli 1948 durch Erlass des Kultusministeriums mit der Hochschulbibliothek der TH Darmstadt fusioniert wurde.
1950 erhielt er den Titel eines Bibliotheksdirektors. Ludwig Borngässer war für den baulichen Wiederaufbau der Bibliothek und für die Musikalienabteilung zuständig. In dieser Zuständigkeit betreute er das neue Glockenspiel im Darmstädter Schloss, das im Dezember 1951 nach einer Spendenaktion der Darmstädter Bevölkerung wieder hergestellt werden konnte.
1958 ging Borngässer als Leiter der Hochschulbibliothek an die Technische Universität Berlin. Nach zweieinhalb Jahren kehrte er 1960 jedoch nach Darmstadt zurück. Nachdem Hans Rasp 1961 in Ruhestand gegangen war, wurde Ludwig Borngässer sein Nachfolger. Bereits 1963 wechselte er an die wesentlich größere Staatsbibliothek Preußischer Kulturbesitz in Berlin. Diese leitete er bis zu seiner Pensionierung 1972.
Borngässer war ein Duzfreund des ebenfalls aus Darmstadt stammenden deutsch-amerikanischen Wissenschaftlers und Künstlers Hans Elias, der im gleichen Jahr wie Borngässer in Darmstadt geboren wurde und auch an der TH Darmstadt Mathematik studiert hatte. Dieser Freundschaft ist es zu verdanken, dass der Nachlass von Hans Elias als Schenkung in den Besitz der Staatsbibliothek zu Berlin kam. In einem Lichtschacht neben der Nordtreppe zum Ostfoyer des Scharounbaus der Staatsbibliothek hängt das einzige noch existierende Kunstwerk von Hans Elias, der Prometheus.
Borngässer war lange Zeit Mitglied im Bibliotheksausschuss der Deutschen Forschungsgemeinschaft und im Beirat der Deutschen Bibliothek.
Ludwig Borngässer starb im April 1994 in Berlin im Alter von 87 Jahren.

## Veröffentlichungen
- 1933: „Über hypergeometrische Funktionen zweier Veränderlichen“, Darmstadt.